# Ezio Locatelli
Ezio Locatelli (Castelli Calepio, 26 settembre 1954) è un politico italiano.

## Biografia
Ha svolto studi universitari all'Università di Trento, alla facoltà di Sociologia, senza conseguire la laurea. È giornalista pubblicista.
L’impegno politico e sociale di Ezio Locatelli ha inizio all’età di 16 anni. Tra le prime lotte portate avanti quella dei pendolari sulla linea ferroviaria Brescia-Bergamo, una delle prime lotte per il miglioramento del trasporto ferroviario in Italia. A seguito di decine di blocchi ferroviari attuati da migliaia di lavoratori, lavoratrici e studenti pendolari Locatelli, studente appena diciottenne, riconosciuto come uno dei principali promotori della lotta, viene arrestato. Qualche anno dopo viene prosciolto dalle accuse che gli vengono mosse.
Sul piano politico Locatelli è stato segretario provinciale a Bergamo di Democrazia Proletaria dal 1984 al 1991, anno in cui DP partecipa alla nascita del Partito della Rifondazione Comunista. Locatelli ne diventa prima presidente provinciale e, tre anni dopo, segretario provinciale di Bergamo. 
Sul piano istituzionale, a partire dal 1980, Locatelli viene più volte eletto consigliere comunale di Castelli Calepio. Nel 1985 diventa consigliere provinciale di Bergamo per DP. Dopo tre mancate elezioni, nel 1995 e nel 2000 viene eletto consigliere regionale della Lombardia. Quello stesso anno viene eletto segretario regionale di Rifondazione Comunista. Alle elezioni del 2006 Locatelli viene eletto deputato nella circoscrizione Lombardia 2. Il 25 febbraio 2007 Alfio Nicotra gli succede alla guida del PRC della Lombardia.
Nel 2008, in occasione delle elezioni politiche, a causa del mancato raggiungimento del quorum elettorale da parte della Sinistra Arcobaleno, Locatelli non è rieletto in Parlamento. 
Nel 2010 è candidato consigliere regionale in Lombardia nella Federazione della Sinistra in provincia di Bergamo ed è il più votato della sua lista con 1189 preferenze, senza però essere eletto. All'inizio del 2012 viene chiamato a svolgere il ruolo di segretario provinciale di Rifondazione Comunista di Torino, ruolo che ricopre per quasi dieci anni. Ha fatto parte della Segreteria Nazionale con l'incarico di Responsabile Organizzazione dal giugno 2016 al giugno 2019 e ha ripreso nuovamente tale incarico nel dicembre 2021.
Oltre che dirigente politico, Locatelli è riconosciuto come punto di riferimento del territorio e della società civile in quanto promotore di comitati e movimenti popolari, ambientalisti, pacifisti e sulle tematiche del lavoro.